# クリミアの戦い (1941年-1942年)
クリミアの戦いは、1941年9月から1942年7月にかけての、クリミア半島とセヴァストポリ要塞をめぐる枢軸国軍とソ連軍の戦闘である。ロシア語ではクリミア防衛作戦 (ロシア語: Крымская оборонительная операция)と呼ばれる。

## 背景
クリミア半島南西部のセヴァストポリには、ロシア黒海艦隊の母港があり、これをめぐって歴史的に幾度も戦いが行われた。1920年には、半島付け根のペレコープ地峡で、ミハイル・フルンゼの赤軍とピョートル・ヴラーンゲリの白軍の間で、最終決戦が行われ、敗れた白軍は国外に脱出し、ロシアの内戦は赤軍の勝利で終わった。
セヴァストポリ要塞の北のベルベック川河口と南西のチェルソネーズ半島に強力な要塞砲を設置する計画は帝政時代からあったが予算難の為に計画は遅々として進まなかった。前者は沿岸砲台30(ドイツ軍呼称マクシム・ゴーリキーI)として1934年に完成した。後者は沿岸砲台35(ドイツ軍呼称マクシム・ゴーリキーII)として1927年に完成した。それぞれガングート級戦艦の全周式305mm連装砲塔を2基備えており、その射程は45kmに及び海上だけでなく陸上目標も砲撃可能だった。
バルバロッサ作戦計画自体には、特段にクリミアについての記述はなかったが、開戦後にソ連黒海艦隊(フィリップ・オクチャーブリスキー中将)の爆撃機が、ルーマニアのプロエシュチ油田やコンスタンツァを爆撃したので、ヒトラーの関心を引きつけることになった。
黒海艦隊航空隊によるプロエシュチ爆撃の10日後の1941年7月23日に出された総統指令第33号では、クリミアを占領することが記述されていた。8月12日付けの総統指令第34号の補則では、更に踏み込んで、"ルーマニアの油田に対する脅威を除くため、クリミアは占領されなければならない”と記されていた。
オデッサには、ソ連の独立沿岸軍(ゲオルギー・ソフロノフ中将)が籠城していたが、これの攻略はルーマニア軍の担当となり、黒海沿岸を進撃するドイツ第11軍(オイゲン・フォン・ショーベルト上級大将)は、8月30日にドニエプル河を渡河しクリミア半島に近づきつつあった。
ソ連側では、8月12日に、クリミア防衛のための第51軍(フョードル・イシドロヴィッチ・クズネツォフ大将、兵員数約95000人)が新設されたが半分近くは民兵レベルの部隊であり、さらにスタフカが英国筋の情報として、枢軸軍の上陸作戦の可能性にも備えよ、と指令したので、第51軍による防衛努力は、最初から大幅に水を注されることになった。
9月12日、第11軍LIV軍団(エリック＝オスカー・ハンセン騎兵大将)の先頭部隊は、ペレコープ地峡北のソ連軍陣地前に到達した。同日、第11軍司令官ショーベルト上級大将は、乗機のフィーゼラー・シュトルヒがソ連軍地雷原に不時着し、爆死した。この為、同日、ヒトラーは、その後任にエーリッヒ・フォン・マンシュタイン歩兵大将を充てた。

## 戦いの推移

### ペレコープ地峡 - 1941年秋
マンシュタインは、第11軍司令部に赴任するとともに、作戦の重心をクリミアにおき、XXX軍団(メリトポリ方面)より砲兵と戦闘工兵を抜き、LIV軍団(クリミア方面)へ増強した。LIV軍団の2個師団(46と73)は、攻勢用弾薬の集積を待ち、9月24日にペレコープ地峡のソ連軍防衛線に対して攻撃を開始した。ソ連軍は、第156師団の約9000人が防衛陣地に籠もっていた。26日昼には、第73師団は、主陣地のタタールの壁を西側で破り、その背後のアルミャンスク集落まで到達した。28日まで、ソ連第51軍予備隊とドイツLIV軍団の間で、アルミャンスク集落とタタールの壁をめぐっての争奪戦が続いたが、28日夕にはドイツ側が占領し、ソ連軍は、約20km南方のイシュンの防衛線(クリミア半島北部での最後の防衛線だが兵員配置されていない)へ撤退を始めた。
29日には、ソ連側ではクズネツォフとオクチャーブリスキーの要請に応じて、スタフカは善戦していたオデッサの防衛を諦めて、オデッサの独立沿岸軍(10月5日より司令官イワン・ペトロフ少将,約6個師団相当)をクリミアの防衛に転用する事にした。最初のオデッサ防衛部隊は10月4日に、海路でクリミアへ向かった。
一方、ドイツ側では、マンシュタインは陸軍総司令部(OKH)を説得して、第11軍の担当範囲をクリミアだけとすることに成功したが、そのかわりにXXXXIX山岳軍団とLSSAH師団(連隊規模)を引き渡すハメになった。
ペレコープ地峡の戦いで、両軍ともに大きな損害を受け、ドイツ軍は直ちにイシュンの防衛線を攻撃できる状況にはなかった。イシュンの防衛線を巡る戦闘は、10月18日から10月26日まで続いたが、最終的には、ドイツ軍が防衛線を占領し、ソ連第51軍の残余はケルチ半島方面へ、海軍歩兵部隊を含む独立沿岸軍は、シンフェロポリ経由とイェウパトーリヤ経由のふた手に別れてセヴァストポリを目指して撤退を始めた。ドイツ第11軍は、ペレコープ地峡とイシュンでの戦闘で、約12000人の損害を出した。一方、ソ連軍は、第51軍(10月22日より司令官パベル・バトフ中将)は、その1/4をペレコープ地峡で失い、さらにイシュンで約16000人の捕虜を出して、残っている戦闘能力はわずかになってしまった。独立沿岸軍は、兵員数約80000人のうち約28000人をペレコープ地峡とイシュンで失った。
スタフカは、10月22日にクズネツォフを解任し、在クリミアの陸海空総司令官に、ゴーディ・レフチェンコ海軍中将を任命した。レフチェンコは、1917年の二月革命以来の輝かしい党員歴を持っていたが、地上戦の指揮経験はなかった。
ドイツ軍は、10月31日にイェウパトーリヤとシンフェロポリ、11月3日にフェオドシヤを占領した。ソ連第51軍は、パルパック地峡とケルチで防衛戦を試みたが、パルパック地峡の防衛線は11月7日に突破され、7日間の攻囲戦のあと11月17日にドイツXXXXII軍団(ハンス・グラーフ・フォン・スポネック中将)はケルチを占領し、ソ連軍はケルチ半島から一掃されてしまった。
ソ連軍は、ペレコープ地峡、イシュンの防衛線にすべてをつぎ込んでいたので、この時点でセヴァストポリ要塞は、十分な守備要員を持たない状況であったが、ドイツ軍も大損害を受けており、自動車化されていなかったので、退却しているソ連軍より先行してセヴァストポリ要塞を奪取することは出来なかった。

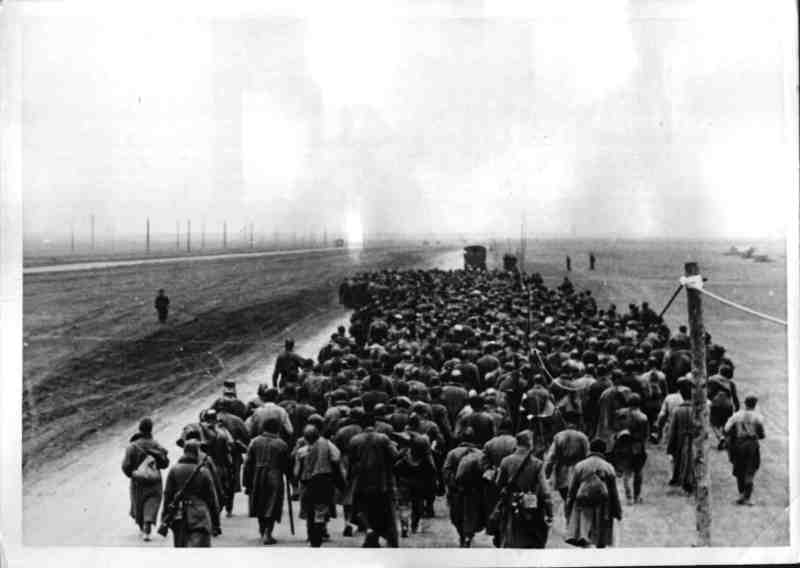
1941年11月6日、クリミアで行進するソ連兵捕虜の群れ

### セヴァストポリ攻囲 - 1941年冬
セバストポリでは、軍、市民を動員して外郭防衛線の構築が始まっていたが、ドイツ軍がセヴァストポリに迫った10月末では、3層ある防衛線の最外郭のものはまだ未完成だったが、それでも堅固な防衛陣地だった。10月末の時点でセヴァストポリの守備要員は艦隊から抽出した海軍歩兵部隊主体の約7000人程度で、長大な外郭防衛線を防衛するには、まったく兵員不足だった。10月31日に、ドイツ軍のジーグラー戦闘団はシンフェロポリ=セヴァストポリ道路上で、セヴァストポリの外郭防衛線に到達した。
11月9日には、ドイツのLIV軍団はセヴァストポリの北側から、XXX軍団(ハンス・フォン・ザルムート歩兵大将)はセヴァストポリの東側よりセヴァストポリを包囲した。ペトロフの独立沿岸軍のセヴァストポリへの撤退もその頃までには終わり、セバストポリへ撤退出来た兵員は約17000人だった。ペトロフは、セヴァストポリの防衛を４つの区分(セクター)に分け、時計方向順に北から、セクターIV:ベルベック川峡谷、セクターIII:Mekenzievy山地域、セクターII:チェルナヤ川峡谷とFedykhiniy高地(ドイツ軍呼称イタリア高地)、セクターI:海岸道とバラクラヴァ周辺、と組織化した。ソ連軍は、ドイツ軍の最初の総攻撃時、守備軍として約27000人の兵員を保持していた。
XXXXII軍団のケルチ半島での戦闘は依然続いておりこれからの兵力転用はできず、直轄砲兵団の展開は不十分で、空軍の支援も微弱でセヴァストポリ戦線ではソ連軍が航空優位だったが、マンシュタインは、ソ連側の防衛はそれほど強固でないだろうという希望的観測にもとづいて、11月12日にセヴァストポリへの総攻撃を命じた。この攻勢は、LIV軍団(セクターIIIとIV)では、ソ連軍の反攻もあり外郭防衛線のいくつかの塹壕、掩体壕を占領したレベルで終わった。XXX軍団(セクターIとII)では、バラクラヴァ市街を眺望できる高地まで前線を進めることができたが、戦艦Parizhskaya Kommunaを含む黒海艦隊艦艇の砲撃もあり、それ以上の前進は出来ず攻勢は11月21日に打ち切られた。双方とも2000人近い損害を出した。
その後、両軍共、増強に努めたが、ソ連側では、第388師団(11197人)が12月8日までにコーカサスよりセヴァストポリに到着し、12月中旬にはペトロフ傘下の戦闘部隊は、約46000人を数えるに至った。当時、クリミアのドイツ空軍は微弱で、これらの増援を阻止することは出来なかった。11月19日には、スタフカはレフチェンコを解任して、セヴァストポリの陸戦についてはペトロフが指揮を執ることになった。
ドイツ側では、ケルチ半島の戦闘が終息したので、マンシュタインはXXXXII軍団から第46歩兵師団とルーマニア軍2個旅団を除いて、残りすべてをセヴァストポリ攻囲にあてることにし、セヴァストポリ戦線では2個師団を追加して計6個師団(北から順に22,132,24,50,170,72)となった。しかし、いずれの部隊も開戦より6ヶ月近い攻勢作戦の連続で損耗していてその戦闘能力は大幅に低下していた。さらにソ連軍が撤退時にドニエプル河の鉄橋を爆破していったので、クリミアのドイツ軍は補給上の大きな問題を抱えていた。既に、夜間気温は摂氏マイナス20度近くまで冷え込み、夏季軍装で野営を余儀なくされるドイツ軍に寒気は堪え、士気は低下した。マンシュタインは、軍の状態が回復するまで包囲持久の方針を採りたかったが、ヒトラーは強硬で、できるだけ早くセヴァストポリを陥落させよ、と要求した。そこで、二回目の総攻撃が12月に行われることになった。
マンシュタインは、ルーマニア軍の戦闘能力を信用していなかったので、11月の総攻撃時には、ルーマニア山岳軍団(ゲオルゲ・アヴラメスク少将)は山間部の残敵掃討作戦を割り当てられていたが、とにかく兵員数が必要だったので、ルーマニア第1山岳旅団もセヴァストポリ攻囲に参加することになった。さらに、直轄砲兵団の展開と弾薬集積もすみ、空軍の支援も11月の総攻撃時と比べると格段に強化された。
ドイツ軍の第二回総攻撃は、12月17日に始まった。主攻は第22師団によるセクターIV(ベルベック川峡谷)と132,24師団によるセクターIII(Mekenzievy山)で、副次攻撃は第50歩兵師団とルーマニア第1山岳旅団で、セクターII:イタリア高地に対して行われた。セクターIのバラクラヴァ方面は、防衛が強化されていると判断されたので攻撃は行われなかった。直轄砲兵団による砲兵支援は、セクターIVとセクターIIIに対して重点的に行われた。28日まで続いた激戦で、ドイツ軍は攻撃力をほとんど使い果たしたが、攻撃は30日まで続き、セクターIVでは、22師団はベルベック川を越えその南岸まで前進した。セクターIIIでは、132師団と24師団がMekenzievy山鉄道駅を攻略し、その南の高射砲陣地(ドイツ軍呼称 フォート・スターリン)の前面まで到達した。セクターIIでは、イタリア高地の争奪線が続いたが、ほとんど前線を進めることは出来なかった。26日にソ連軍がケルチ周辺に、さらに29日にはフェオドシアに上陸した知らせをうけて、30日に攻勢は中止になり、第170歩兵師団は直ちにケルチ半島へ向かうよう命じられた。第二回の総攻撃で、LIV軍団は7732人(死者、行方不明1636人を含む)を失い、XXX軍団は、ドイツ軍863人、ルーマニア軍1261人を失った。一方、ソ連軍は、捕虜6000人を含む少なくとも17000人を失った。しかし、ペトロフは、ドイツ軍の総攻撃の間も兵員の増援と弾薬補給を、コーカサスより受けていた。

### ソ連軍のケルチ再上陸 - 1941年冬
モスクワ前面でのドイツ軍の敗退を過大評価したスターリンは、レニングラードからクリミアまでの全戦線にわたっての戦略的攻勢を計画するよう命じた。なかでも、ドイツ軍に攻囲されているセヴァストポリの救出は重要で、トランスコーカサス方面軍(ドミトリー・コズロフ中将)がクリミアでの反攻を行うことになった。
12月26日未明に、ソ連アゾフ分艦隊(セルゲイ・ゴルシコフ少将)の支援の元、第51軍(ヴァシリー・ルボフ中将)の第224師団と第83海軍歩兵旅団はケルチの北5箇所に、第302山岳師団はケルチの南2箇所に上陸した。当日は強い西風と荒れた海で、かつ適切な上陸用舟艇がないので、海に落ちて溺れる者と低体温症になる者が続出した。北部では、合計7箇所に1万人を上陸させる計画だったが、悪天候の為2箇所は中止になり、5箇所に約3000人強が上陸出来ただけだった。南では、ドイツ軍の防衛陣地があり、かろうじて2000人強が上陸できたが、高地をドイツ軍が抑えており、ソ連軍上陸部隊は海浜に釘付けになった。いずれのソ連軍橋頭堡も孤立しており、相互の連絡手段も欠いていて脆弱な状態だった。午後より天候は更に悪化し、27日と28日はソ連軍の揚陸作業もドイツ空軍の反撃もほとんどできなくなった。
スポネックは、第46歩兵師団とルーマニア第8騎兵旅団に、ケルチ周辺のソ連軍橋頭堡の除去を命じ、それぞれの部隊は移動を始めた。27日に、第46師団97連隊は、Zyuk岬のソ連軍橋頭堡を攻撃し、28日には一掃してしまった。同様に、28日に、第46師団72連隊はKhroni岬のソ連軍橋頭堡を攻撃して掃討してしまった。
12月28日夜から天候は回復しはじめ、黒海艦隊の支援のもと、ソ連第44軍(アレクセイ・ペルブーシン少将)は、29日未明フェオドシア港に直接上陸した。ケルチ周辺のソ連軍橋頭堡を掃討するため、フェオドシアにいた枢軸軍戦闘部隊は移動してしまっていて、フェオドシアには、2個砲兵大隊以外は建設大隊などの後方部隊しかおらず、その防衛は弱体だった。フェオドシア港には、外海から港内への侵入を防ぐ為に、筏の係留がされていたが、筏の係留は不十分で、ソ連軍艦艇は筏を除去して港内へ侵入し上陸を始めた。約3時間の熾烈な戦闘の後、0730時にはフェオドシア港はソ連軍の手に落ち、ソ連軍輸送船は埠頭で兵員・装備の揚陸を始め、29日の終わりには3個師団の揚陸を終えた。夕刻までに、ソ連第44軍はフェオドシア市街のほぼ全域を占領した。
1000時ごろに、スポネックはフェオドシアでの新展開を知り、ケルチ周辺にいる第46歩兵師団にパルパック地峡への撤退を命じると共に、ケルチに向かって移動中だったルーマニア第8騎兵旅団にはUターンしてフェオドシアのソ連軍を攻撃するよう命じた。しかしマンシュタインは、この命令を却下し、スポネックには第46師団はその場でとどまって戦うよう命じ、増援を直ちに送ることを約束した。その後、起きたのは、XXXXII軍団司令部は第11軍司令部との無線連絡を切り、結果として、この軍司令官命令は守られず、30日、第46師団はパルバック地峡を目指して強行軍で撤退を始めた。同じ30日に行われたルーマニア軍によるフェオドシア攻撃は砲兵と空軍の支援を欠いており、ソ連軍に撃退された。マンシュタインは、31日夜にスポネックを命令不服従のかどで解任し、後任にフランツ・マッテンクロット歩兵大将を充てた。ドイツ第46師団の撤退に伴い、ソ連第51軍は31日にケルチを奪回した。
フェオドシアの西には、有力な枢軸軍戦闘部隊はルーマニア第4山岳旅団しかおらず、戦略的主導権はソ連側に移っていたが、ペルブーシンの第44軍は、西への攻勢をとろうとせずアゾフ海側へ進出して、第51軍の到着を待つことにした。マンシュタインは、セヴァストポリ戦線より、第132歩兵師団、第170歩兵師団、第72師団の２個歩兵大隊、XXX軍団(マキシミリアン・フリッター・ピコ砲兵大将)司令部を引き抜き、ケルチ半島に移すことにした。1月1日には、ドイツ軍は、撤退してきた第46師団、ルーマニア第4山岳旅団、セヴァストポリからの増援部隊の先遣隊で、フェオドシアの西に戦線を形成することに成功した。
1月15日に、ドイツXXX軍団は攻勢に出て、激戦の末に18日に再びフェオドシアを占領し、ソ連第44軍はその戦力の大半を失った。ドイツ軍の攻勢はさらに続き、20日にはソ連軍をパルバック地峡まで押し戻して、戦線は一応の安定をみた。

### ドイツ軍によるケルチ奪回 - 1942年春

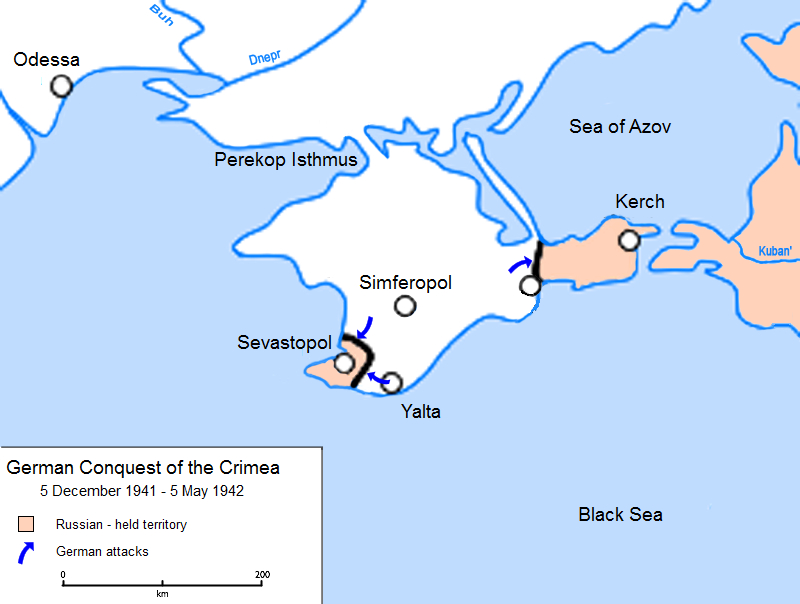
1942年1月末の戦線

スターリンとスタフカ代表レフ・メフリスは、パルパック地峡に退却したクリミア方面軍に早急に攻勢にでるよう要求したが、軍は1月の戦闘で打撃を受けていて、攻勢に出られる状況にはなかった。1月20日にケルチ海峡は氷結し、開設された氷上道路でタマン半島とケルチ半島が直結されると、コーカサスから増援がひっきりなしに流れ込むようになり、クリミア方面軍の第51軍と第44軍(ステパン・チェルニアク中将)は、2月末には攻勢に出られるまでに戦力を回復した。
ソ連クリミア方面軍は、2月27日から4月中旬まで、4回に渡ってパルバック地峡のドイツ軍防衛線を突破すべく総攻撃を行ったが、防御に有利な地形で、戦線を若干へこませる事が出来ただけだった。クリミア方面軍は1月から4月までのケルチ半島での一連の戦闘で、約352,000人の損害を出した。
3月にケルチ海峡の氷結が溶け、4月になってドイツ空軍がケルチ海峡に機雷を敷設し海上パトロールを強化するとソ連クリミア方面軍の補給は苦しくなった。スタフカでは、ケルチ半島から撤退すべきとの意見も出たが、スターリンは拒否した。
1942年夏のドイツ軍戦略は、ブラウ作戦でコーカサスの攻略を目指すものであったが、その前に、準備的作戦として、ハリコフ南方のバルベンコボ突出部の除去とクリミアの占領が必要だった。その為に、マンシュタインのケルチ半島からソ連軍を駆逐するTrappenjagd作戦(英語名 Bustard Hunt)が計画された。作戦開始前に、VIII航空軍団(ヴォルフラム・フォン・リヒトホーフェン上級大将)は秘密裏に400機を越える作戦機をクリミアに展開した。この部隊は、Ju87やHs129Bを多数保有しており、地上支援攻撃能力は強力だった。ソ連軍は、このドイツ空軍の大量展開を事前に検知できなかった。パルパック地峡で対峙する両軍の地上軍は、ソ連軍がドイツ軍に対して2倍近い量的優位だった。
5月8日に、ドイツ軍の攻勢は開始された。作戦初日にドイツ空軍はソ連空軍を圧倒し、戦場上空の制空権はドイツ軍が握った。初日のドイツ空軍の出撃総数は、2100回に及んだ。ドイツXXX軍団は準備砲爆撃のあと、黒海側のソ連第44軍の防衛陣地を攻撃した。同時に、強襲用舟艇で第44軍陣地線背後約4kmの海浜に、１個連隊相当を上陸させた。8日の午前のうちにソ連第44軍第一線陣地の多くはドイツ軍の手に落ち、工兵は対戦車壕の地雷処理と埋め立てを始めた。チェルニアクは、7台のKV-1を含む98両の戦車で反撃をかけようとしたが、集結地点をドイツ空軍に発見され粉砕された。対戦車壕がクリアされるとマンシュタインは、グロデック戦闘団を黒海側の戦線突破口へ投入した。9日の午後に、第22装甲師団はXXX軍団戦線左翼へ投入されアゾフ海をめざして進撃を始めた。コズロフは、21両のKV-1を含む53両の戦車で、第22装甲師団の進撃を阻止しようとしたが、ドイツ空軍に発見されて攻撃を受け、反撃は失敗した。第22装甲師団はソ連第51軍の背後を通り10日午後にはアゾフ海へ到達し、ソ連第51軍は包囲されてしまった。ドイツ空軍の激しい空爆でソ連軍の野戦電話網はずたずたになっており、コズロフが事態を把握するよりドイツ軍の進撃が速い状況だった。パルパック地峡とケルチの間で防衛可能な線は、Turkish Rampartと呼ばれる中世からの要害線で、コズロフはそこでドイツ軍を止めようとしたが、ソ連軍の部隊配置より早くグロデック戦闘団は10日夕刻にその南部に到達していた。11日に、包囲された第51軍の8個師団は降伏してしまった。ソ連軍の指揮系統は崩壊に近い状態になり、第44軍残余と第47軍の各部隊は、唯一の舗装道路フェオドシア=ケルチ道路上を先を競って退却し始めたが、それはドイツ空軍の格好の餌食になった。14日には、ドイツ軍主力はケルチの西郊に到達し、ソ連軍はアゾフ分艦隊を使って海峡越えの緊急撤退を行ったが、ドイツ空軍の襲撃をうけて大損害をだした。アゾフ分艦隊は、37,000人から70,000人の間の兵員を撤収させることができたが、クリミア方面軍は、展開した約25万人の兵員のうち147,000人の捕虜と28,000人の死者をだし、18個師団のうち9個師団は全滅し、残りの9個師団も残余と記録された。一方、ドイツの2個軍団の損害は、7588人（死者・行方不明1703人を含む）だった。20日には、ケルチ周辺の掃討は終了し、再びソ連軍はケルチ半島から一掃されてしまった。
スターリンがこの大失態を許すはずもなく、空襲で受けた傷がもとで死亡したルボフを除く各司令官、コズロフ、メフリス、チェルニアク、コンスタンチン・コルガノフ少将(第47軍司令官)、イェフゲニー・ニコラエンコ少将(クリミア方面軍航空隊司令官)は、全員解任され降格処分となった。

### 枢軸軍によるセヴァストポリの海上封鎖 - 1942年春・夏
1941年の攻防戦を通じて、クリミアのドイツ軍が補給難で苦しんでいたのに比べて、ソ連黒海艦隊による海上補給は大きな妨害を受けておらず、ソ連軍は補給面では優位にあった。この問題は、ドイツ側でも認識されていて、ソ連軍の海上補給路を断つための努力がなされることになった。黒海沿岸唯一の枢軸国であるルーマニアの海軍は、小規模な沿岸海軍でソ連黒海艦隊には対抗できなかった。黒海に、ボスポラス海峡とダーダネルス海峡を通って独伊の海軍艦艇を入れることは、トルコが中立である限り出来なかった。
1942年1月に、KG100第1飛行隊がクリミアに派遣され、部隊は艦船攻撃も始めた。2月には、34機のHe111を装備するKG26第2飛行隊がサキ飛行場に展開したが、その半数以上は雷装可能だった。
イタリア海軍は、フランチェスコ・ミンベッリ大尉を指揮官とする海軍航空隊、4隻のMASと6隻の豆潜水艦からなる部隊を黒海に送ることにし、4月にはこれらの部隊は、フェオドシアとヤルタに基地をもうけ作戦行動可能になった。ドイツ海軍もSボートの1個分隊を送ることにしたが、大型のSボートはそのままでの陸上輸送は出来ず、分解してドナウ河をつかってガラツィまで運び、組み立てる必要があった。2隻のSボートは6月に作戦行動可能となった。更に、4月には、同じ様に6隻のIIB型Uボートを分解してガラツィまで運んで、組み立てる作業を始めた。しかし、最初のU-9が作戦行動可能になったのは、セバストポリ陥落後の1942年10月であった。

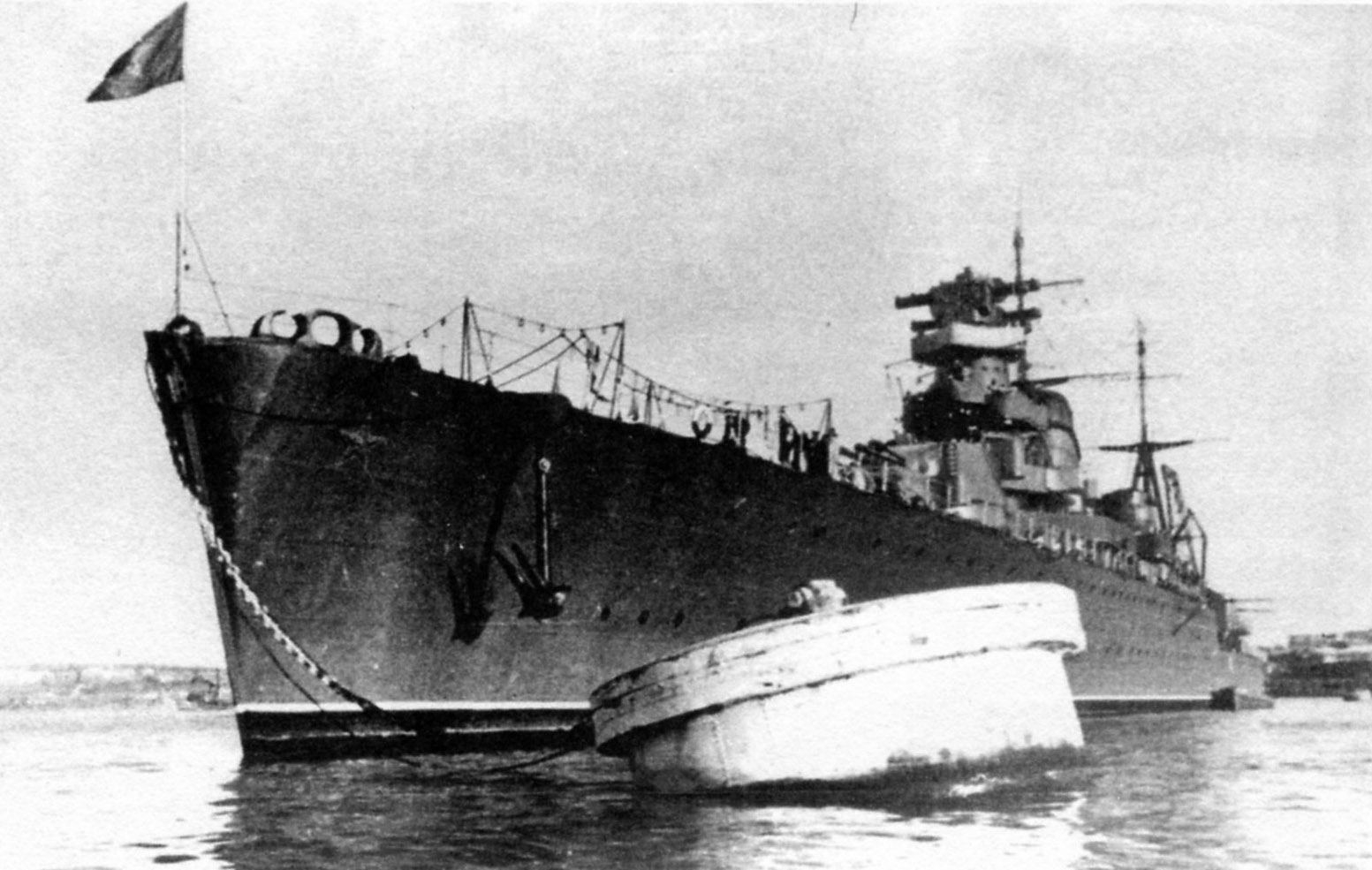
ソ連黒海艦隊軽巡洋艦モロトフ

セヴァストポリへの補給は、ノヴォロシースクから行われていて、オクチャーブリスキーは、この任務に、軽巡モロトフ、軽巡クラースヌィイ・クルィーム,駆逐艦6,掃海艇8,貨物船/客船3,タンカー1を充てていた。海軍艦艇は、いずれも30ノット超の高速航行が可能だったが、貨物船・客船とタンカーは12ノット以上の航行は出来なかった。通常の運航スケジュールは、日没直後にセヴァストポリに入港し、夜間に荷揚げと帰路用の負傷兵と退避する市民を積み、作業終了次第出港し、日の出前にセヴァストポリより可能な限り遠くまで航行するというものであった。ソ連軍戦闘機は航続距離の問題があり、航路の半分以上は空のカバーはなかった。5月までは比較的軽度の損害で船団航行は行われていたが、6月になってVIII航空軍団により封鎖が本格化すると損害は増大した。
6月2日、タンカーMikhail Gromovは、セヴァストポリへの航行中、He111の魚雷攻撃を受けてヤルタ沖で撃沈された。6月10日、貨物船アブハジアと駆逐艦Svobodniyは、アブハジアの揚陸作業が夜明け前に終わらなかった為、セヴァストポリ港内でドイツ空軍の攻撃を受けて沈没した。6月13日、弾薬と兵員を満載した貨物船グルジアは掃海艇と警備艇の護衛のもとセヴァストポリへ向かったが、ドイツ空軍機の直撃弾が誘爆を起こし約3500名と共に一瞬で轟沈した。6月19日、貨客船Belostokは掃海艇1隻と共に帰路を航行中だったが、0148時頃にバラクラヴァの沖合でドイツ海軍SボートS-102の雷撃を受けて、388名と共に海没した。Belostokの損失後、オクチャーブリスキーは、船足の遅い貨客船での補給は停止することにした。6月26日朝、駆逐艦Bezuprechnyと嚮導駆逐艦タシュケントはそれぞれ五月雨式に、増援部隊を満載してセヴァストポリへ向かったが、Bezuprechnyは、1857時にJu87の直撃弾を浴びて沈没した。Bezuprechnyの生存者が多数海上を漂っているなか、タシュケントが海域に到着したが、ドイツ空軍機が多数跳梁するなかで救助活動を行うことは出来なかった。タシュケントは、イタリア海軍MASの攻撃も回避してセヴァストポリに無事到着した。Bezuprechnyの陸兵・乗員572人のうち、助かったのはわずか3人だけだった。翌日、帰路を航行中のタシュケントは、0415時にドイツ空軍機に発見され、約2時間後、He111とJu87の大群の襲撃を受けた。3時間近い空襲の結果、Ju87の250kg爆弾の直撃を受けたが、洋上での応急修理により艦は14ノットで航行可能になり、ノヴォロシースクの戦闘機の行動圏までなんとか逃げ込むことが出来た。
セヴァストポリ上空の戦いは、ドイツVIII航空軍団が制圧する決定的段階に達し、スタフカは、6月25日に残存する空軍機にコーカサスへ退避するよう指令した。これに伴い、海軍艦艇による補給も、6月28日に2隻の掃海艇で330名の増援を運び、帰路に300名の負傷者を引き上げたのが最後になった。6月の間、黒海艦隊は17600人の増援をセヴァストポリに運んだが、駆逐艦2隻、掃海艇1隻、貨物船・タンカー5隻を失い、その他の艦艇も多くは損傷を受けた。

### セヴァストポリ攻囲 - 1942年夏

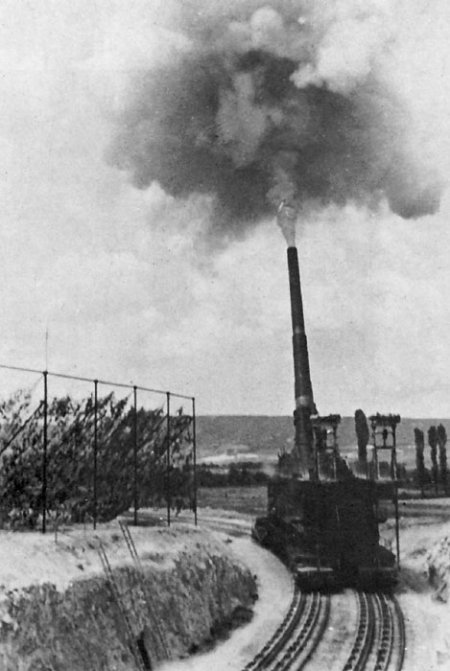
1942年6月、セヴァストポリを砲撃するドイツ軍800mm列車砲グスタフ

1月のケルチ半島での対応と反攻の為に、マンシュタインはセヴァストポリ戦線から2個師団以上を引き抜き、12月の総攻撃で大出血をして前進させたセクターIIIとセクターIVの前線を防御可能な地点まで後退させたが、これは、ヒトラーを非常に苛立たせた。しかし、マンシュタインはケルチで反撃を行うためには必要な戦術的措置だと、ヒトラーを渋々納得させた。
1月から、両軍とも戦闘の焦点はケルチ半島に移り、セヴァストポリ戦線は第一次世界大戦の西部戦線を思わせるような塹壕対峙戦の様相であった。その間もペトロフへはコーカサスからの補給・増援が続いており、スターリンとメフリスは、ペトロフにケルチ半島のコズロフと呼応して攻勢をかけることを求め、何度か攻勢は行われたが、ドイツ軍の防衛は固く大勢に影響を与えることは出来なかった。
1月から4月の間、ソ連軍はケルチ半島のクリミア方面軍に膨大な資材と人員をつぎ込んだが、5月のケルチでの大敗でそれらはなくなってしまった。同じ5月に、ソ連軍は、ウクライナのバルベンコボ攻勢でも大敗して、軍は弱体化していた。次に来るのはセヴァストポリであることは明白だったが、ソ連側には打つ手はあまり残っていなかった。
ドイツ側では、すでに夏季攻勢計画ブラウ作戦の詳細と作戦開始日(6月28日)は決まっており、マンシュタインには、セヴァストポリをブラウ作戦の開始前に陥落させることが求められていた。VIII航空軍団による集中支援はブラウ作戦の開始前までだと、マンシュタインはヒトラーに釘をさされていた。
セヴァストポリの防衛陣地を砕くために、本国の兵器庫から第一次大戦当時の旧式砲やチェコスロバキアから接収した攻城砲など雑多な種類の大口径砲が集められた。その中には、80cm列車砲グスタフ、60cmカール自走臼砲 3台、42cm クルップ・ガンマ榴弾砲、42cm シュコダM17榴弾砲、35.5cm ラインメタルM1榴弾砲などが含まれていたが、それらの砲はいずれも限定量の砲弾しかなかった。グスタフは、セヴァストポリで48発発射したが、今日ではほとんど戦果はなかったとされている。砲兵の主力は、砲弾が十分にあるシュコダ30.5cm臼砲 16門、シュコダ製14.9cm s.FH 37(t)榴弾砲 16門であった。これらの軍直轄砲兵とLIV軍団砲兵は、ヨハネス・ズッカートート中将の指揮下に置かれた。
6月の時点で、セヴァストポリのソ連軍は約10万人で、そのうち戦闘部隊は約6.5万人であった。一方、枢軸軍は、時計方向順にLIV軍団(132,22,50,24)がセクターIVとセクターIII,ルーマニア山岳軍団(18,4山岳,1山岳)がセクターII、XXX軍団(72,170,28軽)がセクターIIの一部とIで、総計約20万人であった。
ドイツ軍のセヴァストポリ攻略作戦Störfangは、6月2日に開始された。最初の5日間は砲爆撃だけで、セクターIIIとセクターIVの目標に対して重点的に行われた。
6月7日、約1時間の事前砲撃の後、LIV軍団歩兵の前進が始まった。東北から南西にはしるKamyschly渓谷を、132,22,50師団の強襲グループが横切る形で進んだ。132師団の目標はベルベック河口にある沿岸砲台30。22,50師団の目標はMekenzievy山鉄道駅である。22師団と50師団は大損害を出しながら前進を続け、9日にMekenzievy山鉄道駅を占領した。132師団は、ソ連95師団の防衛陣地に阻まれて、さほど前進できなかった。3日間の攻勢で、LIV軍団は、6024人の損害(死者1383人を含む)を出した。セクターIIIとIVでのソ連軍の反攻は11日に行われたが、各部隊の攻撃は連携を欠いており失敗しただけでなく、前進してきたソ連軍歩兵は退却の際にドイツ空軍の攻撃の的になり大損害をだした。13日に、大口径砲による砲撃の後、22師団はフォート・スターリンを攻撃し占領した。14日より、132師団の戦線に24師団の4個大隊と46師団の2個大隊を充当し、ソ連95師団の陣地を攻撃して、17日に132師団は沿岸砲台30の前面に到達し,20日には沿岸砲台30は制圧された。21日には、ドイツ軍はセベルナヤ湾の北岸に到達し、セクターIV全体がドイツ軍の手に落ちた。
東側のXXX軍団の戦線では、6月7日に第28軽歩兵師団による探索攻撃が行われたが、損害を出しただけだった。11日から13日の間に、XXX軍団は徐々に前進してイタリア高地のチャペル・ヒルとフォート・クッペ（ドイツ軍呼称）を占領した。18日から21日の間に、ルーマニア山岳軍団は、チェルナヤ川沿いにイタリア高地を攻撃して、これを占領した。
16日には、80cm,60cm,42cmの砲は、砲弾をすべて使いきってしまった。23日には、ブラウ作戦の準備の為にVIII航空軍団の主力はクリミアから去った。23日の時点で、ドイツ軍はセベルナヤ湾の北岸を占領したが、ソ連軍は、インケルマン(セヴァストポリ市街の東隣にある街区)とサプン高地(セヴァストポリ市街の南および南東）を保持していた。LIV軍団の各師団は損害が大きく攻撃力を使い切った状態に近く、インケルマンの攻略は困難に思われた。そこで、マンシュタインは、Trappenjagdでやったように舟艇部隊を使ってセベルナヤ湾南岸に夜間奇襲上陸をかけることにした。
28日夜、XXX軍団は、サプン高地に全力での夜襲をかけ、29日未明までにサプン高地を占領した。29日未明、22師団と132師団の1個連隊相当は強襲舟艇部隊により、セベルナヤ湾の南岸に奇襲上陸した。ソ連軍は、ドイツ軍の動きを検知できず対応が遅れ、上陸を阻止することは出来なかった。29日、50師団は、インケルマンを攻撃しセベルナヤ湾南岸に上陸した部隊と連結し、インケルマンは占領された。同じ頃、ソ連軍は集められる予備部隊をかき集めて、サプン高地奪回の為の反撃をおこない一時奪回したが、午後にはドイツ軍に撃退された。夕刻、ペトロフはスタフカに、セヴァストポリの保持は不可能と打電し、その夜、スタフカはセヴァストポリの放棄を承認した。オクチャーブリスキーが反対したので、黒海艦隊によるケルチやダンケルクのような撤退作戦は行われないことになった。スターリンは、将官の脱出を命じ、7月1日未明に師団長クラス以上の多くの将官は、輸送機と潜水艦でセヴァストポリを脱出した。
7月1日に、ドイツ軍はセヴァストポリ市街へ進み、市街戦の後、午後には市の中央部はドイツ軍に占領された。同日夜、ベルリン放送はセヴァストポリの陥落を発表した。セヴァストポリ陥落の際に、市中には多数の負傷ソ連兵がいたが、相当な数が銃弾で処理された。後に、コルティッツ大佐(22師団16連隊長)が語ったところでは、セヴァストポリ陥落後、約3万人のユダヤ人（おそらくは負傷ソ連兵捕虜と政治将校）を殺害したという。おおよそ5万人近いソ連軍将兵がチェルソネーズ半島に立て籠もっていたが、4日にはこれらのソ連軍も除去された。
33日間のStörfangで、ドイツ第11軍は35866人（死者、行方不明5786人を含む）の損害を出した。ルーマニア軍は、8454人（死者、行方不明1874人を含む）の損害を出した。ドイツ軍資料によれば、ソ連軍は97000人の捕虜を出し、少なくとも18000人の死者をだした。

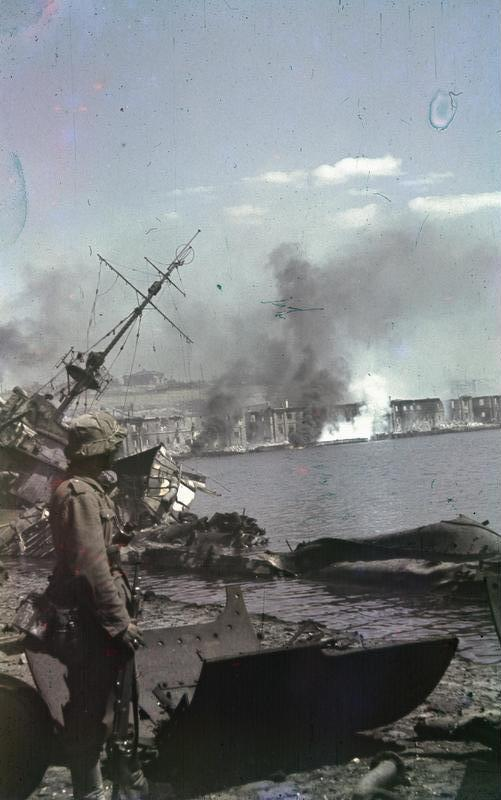
セヴァストポリ港内に大破、擱座したソ連軍駆逐艦とドイツ軍兵士。1942年。（ドイツ連邦共和国アーカイブ収蔵）

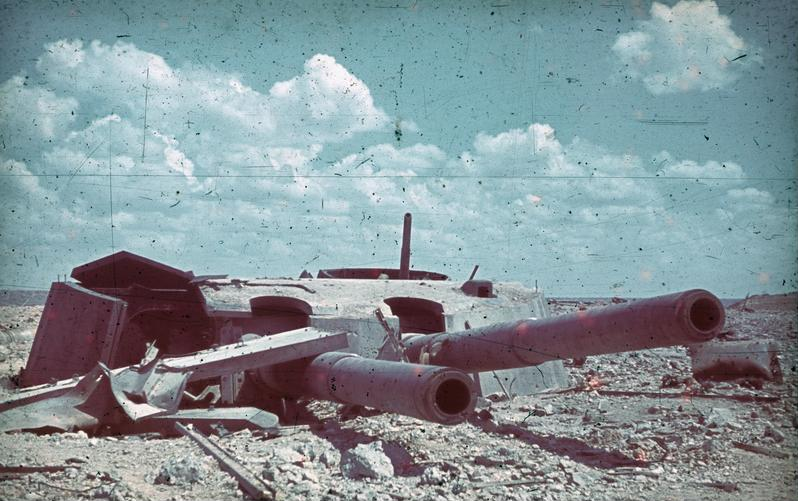
破壊された沿岸砲台30(ドイツ軍呼称マキシム・ゴーリキーI)の全周式30.5cm二連装砲塔。戦後、三連装砲塔に復元改修されている。(ドイツ連邦共和国アーカイブ収蔵)

## その後
ヒトラーはマンシュタインの功績を多とし、元帥に昇格させた。さらに、ヒトラーはクリミアの征服を記念してクリミア盾章という従軍章を制定し、クリミアでの作戦に従事した三軍と武装親衛隊の将兵の上腕につけさせた。
クリミアを征服したものの、ドイツ第11軍の支払った代償は大きかった。とりわけLIV軍団での戦闘リーダーにあたる大隊長以下の将校、下士官の損耗率は高く、多くの師団は二度と以前の戦闘能力を回復することは出来なかった。兵の損害も大きく、3個大隊構成の連隊を2個大隊構成にせざるをえない師団が複数でた。この為、第11軍は兵員の補充が必要で、ヒトラーが期待していたように、他戦線への転用はすぐには出来なかった。ズッカートートの砲兵団と5個歩兵師団(24,28軽,72,132,170)は、マンシュタインと共にレニングラード攻略作戦の為、8月末に北部へ送られた。46師団と50師団は、9月にケルチ海峡を渡って、タマン半島へ侵攻した。もっとも損害の激しかった22師団は、後にクレタ島の守備に送られた。
ソ連側では、最終局面で、スターリンとスタフカが将官だけを救出して、5万人近い将兵を見捨てた事実は長い間公表されず、スターリンの時代には触れてはならないタブーだった。黒海艦隊は、セヴァストポリを失っても、黒海唯一の海軍戦力を維持していたが、ウクライナとクリミアにあった艦船補修設備を失ってしまい、月日を経るごとにその戦闘能力は低下してしまい、後の戦闘で大きな役目を果たすことは出来なかった。
1941年11月から、アインザッツグルッペンD（オットー・オーレンドルフSS少将）は、クリミアに入り、第11軍の協力の下、ユダヤ人、共産主義者、その他の反独分子、約9万人を殺害した。第11軍は、被害者の冬用衣料、腕時計をアインザッツグルッペンDから受け取っていた。アインザッツグルッペンDは、1942年7月にクリミアを去ったが、その後もSDによるクリミアでの反独分子に対する弾圧は占領期間中続いた。
1783年にクリミア汗国が滅ぼされる前は、クリミアはクリミア・タタール人のものだった。約1世紀半に渡るロシア帝国とソビエト政権のもとで、クリミア・タタール人の脱出とロシア人の入植が進み、1940年当時のクリミア半島全体の人口に対して、クリミア・タタール人の比率は、約20%強までに落ちていた。1920年代の赤色テロでも、クリミア・タタール人は弾圧の対象になったので、クリミア・タタール人は、概して強い反露・反ソだった。ドイツ軍は、クリミアで戦ううちに、クリミア・タタール人の間では、ドイツに対して好感があることを知り、これを分断統治とトルコへの政治的影響に利用することにした。すなわち、捕虜になったクリミア・タタール人については優先的釈放を行い、現地民政機関での雇用については、クリミア・タタール人を優先することにした。また、パルチザン対策と治安維持目的に、ドイツ人将校とクリミア・タタール人の兵員からなる治安補助部隊が作られた。
ソ連側は、パルチザンによる抵抗運動を推進したが、クリミア全体では反ソ感情は根強く、その活動は山間部に限定された。
ドイツの戦争に勝利した後の長期計画ゲネラールプラン・オストでは、ウクライナ南部とクリミアは、現住民を追い出してドイツ人の植民地にして併合する予定であったが、このことは、クリミア住民には隠されていた。ドイツ軍は、兵員不足に苦しんでいたので、ウクライナ人やクリミア・タタール人による義勇兵を強く望んだが、ヒトラーは、現地人による独立国家や自治政府樹立を認めなかったので、現地人の協力は限定的であった。1943年1月に、ドイツ軍がコーカサスから総撤退することが伝わると、新規徴募はパタリと止まり、既存の治安補助部隊からの逃亡が止まらなくなった。
ドイツ占領期間の間、クリミアの防衛は、ほとんど顧みられることはなく、ペレコープ地峡やセヴァストポリの防衛設備の補修は、わずかしか進まなかった。そのような状況のもとで、ドイツ軍は、1943年10月にソ連軍をクリミアに迎えることになった。

## 題材とした作品
- 映画『ロシアン・スナイパー』 - 監督：セルゲイ・モクリツキー、2015年
  - 実在の狙撃手であるリュドミラ・パヴリチェンコの視点から第二次世界大戦における独ソ戦を描く。